# Anthropophobie
 (mai 2018).
L’anthropophobie aussi appelée phobie de relations interpersonnelles ou phobie sociale est une crainte pathologique des gens et de la compagnie des gens est une variante de la névrose sociale, qui est un trouble panique. Il se manifeste par le désir d'éviter la société, par la peur des étrangers et est considéré comme une sorte de phobie sociale. Cette déviation s'accompagne de compulsions, qui se retrouvent dans les actions à caractère obsessionnel. De telles opérations motrices acquièrent une forme protectrice pour l'individu. Dans des circonstances similaires, le patient estime que ces actions exigent la procréation, car il pense qu’elles préviendront ou élimineront la phobie. La différence entre la déviation en question et la phobie sociale réside dans la crainte de toute anthropophobie et dans le cas de la phobie sociale dans la crainte de concentrer une foule immense.

## Causes de l'anthropophobie
La peur panique ou la phobie s'appelle une peur irrationnelle, aggravée dans certaines circonstances. L'origine de cette peur défie l'explication logique. En règle générale, le sujet de la phobie ne représente pas un danger réel. Cependant, pour un individu, il se transforme en une source d’inquiétude accrue, en raison de laquelle il cherche à minimiser tout contact avec lui. Les raisons de l'émergence de peurs obsessionnelles sont souvent dissimulées dans des situations stressantes ou des troubles émotionnels vécus auparavant.
L’anthropophobie est considérée comme une forme de peur obsessionnelle. Pour comprendre ce qu'est l'anthropophobie, il faut se référer à l'étymologie du terme analysé. Le concept à l’étude consiste en deux mots grecs anciens «homme» et «peur». Cela signifie la peur des gens. Les individus, tourmentés par l’anthropophobie, ressentent un très fort inconfort psychologique quand une personne s’approche ou lorsque leur espace personnel est violé. Ces personnes ont donc tendance à être plus seules. Au cours de l'interaction de communication avec un étranger, un anthropophobe ne se sent pas bien physiquement.
Les deux fils d'Adam et la fille d'Ève sont sujets à la maladie en question. Plus souvent, il se produit à la puberté.
L'anthropophobie est souvent associée à la skoptofobiya (peur de la honte, décevoir, regarder les autres), à la phobie sociale (peur de concentrer les gens) et à une faible estime de soi.
Aujourd'hui, les véritables raisons de l'émergence d'une anthropophobie sont inconnues. La psychologie affirme que plus souvent la naissance de ce problème survient dans la petite enfance ou l'adolescence. Abus de punition, intimidation, ressentiment envers les parents, traumatismes émotionnels, déceptions, conditions sociales défavorables et environnement familial, ridicule constante de ses pairs - tout ce qui précède conduit à la perte de confiance de l’enfant dans l’environnement. En conséquence, à mesure que la personne grandit, une petite personne se retire et de plus en plus souvent, il passe son temps libre seule. Ce n'est qu'en privé avec leur propre personne que ces enfants se sentent libres et à l'aise. Un enfant, qui grandit dans une famille dysfonctionnelle ou dans des conditions difficiles, finit par se refermer dans son propre «moi», réalisant que le seul à ne pas nuire est lui-même. Cependant, cette compréhension est le début du désordre.
Souvent, le patient, à un moment donné de sa propre existence, commence à réaliser son exclusion de la société. Cela devient souvent un élément déclencheur d'une tentative de suicide.
L’anthropophobie et l’auto-isolement sont plus susceptibles de déranger les individus les personnes qui souffrent d' autocritique excessive et qui ont une faible estime de soi, qui souffrent de névrose, qui apparaissent sur le fond d'une peur persistante de se retrouver dans des circonstances absurdes et d'être déshonorées. De tels sujets se plaignent invariablement de leur propre incohérence, infériorité, inutilité pour la société, ce qui engendre une anthropophobie.
La critique fréquente de l'environnement le plus proche et le rejet d'individus importants créent une incertitude. Une personne attend constamment une grève, se trouve dans la société, à la recherche de tout signe de censure de la part de l’environnement et, naturellement, à la recherche de celle-ci. En outre, le phénomène en question est souvent le fruit de la peur de recevoir une évaluation négative de la société et du perfectionnisme.
Les expériences tristes de l'enfance ne provoquent pas toujours des états semblables à ceux d'une névrose. Souvent, elles surviennent chez des individus qui ne sont jamais passés par des situations difficiles, mais en raison des caractéristiques de la personnalité, des peurs obsessionnelles telles que l'anthropophobie peuvent se développer. Ainsi, l’anthropophobie est une sorte de réaction comportementale défensive hypertrophiée du corps face à toutes sortes de stimuli négatifs, à savoir le comportement agressif des adultes autour des enfants, la suppression de la personnalité de l’enfant, certaines situations, la peur (attentat terroriste), la violence.
La science psychologique connaît des cas où l’anthropophobie se forme chez des individus qui ont subi un changement d’apparence spectaculaire. Par exemple, une jeune femme qui a dilaté ses seins commence parfois à ressentir une anxiété obsessionnelle en étant proche du «propriétaire» d'un petit buste. Et une personne qui se débarrasse de beaucoup de kilos en trop éprouvera une peur constante de l’apparence de personnes en surpoids.
Le développement de l'anthropophobie, en plus de tout ce qui précède, peut être dû à un trouble bipolaire. Il y a aussi des cas de dissimulation de l' autisme sous le couvert d'une anthropophobie et vice versa.

## Symptômes de l'anthropophobie
Les marqueurs de la présence de l'individu en question sont:- peur de l'environnement social, les anthropophobes ressentent au toucher d'autres sujets une douleur presque physique, ils ont peur de se regarder dans les yeux et d'éviter tout contact;
- une peur injustifiée, apparaissant à la vue d'étrangers;
- la peur d'une certaine catégorie de personnes, par exemple la peur d'être ivre;
- Peur d'une grande concentration de personnes, ces personnes ont souvent peur de se promener dans les rues de leur ville natale.
L’anthropophobie (peur des êtres humains) se caractérise par la présence de symptômes cognitifs et végétatifs spécifiques. Les manifestations de la sphère cognitive sont une horreur irrationnelle et soutenue, même à l’idée de la nécessité de rencontrer ou de parler à un étranger. Parmi les symptômes autonomes, on distingue le tremblement de la main, les palpitations cardiaques, les attaques de suffocation, les bouffées de chaleur du visage, la torpeur, les vomissements, les taches rouges sur la poitrine et les membres supérieurs, la diarrhée. Les manifestations décrites provoquent à leur tour la croissance de la panique.
Les attaques de panique sont souvent accompagnées d'actes moteurs intrusifs - des compulsions protectrices, de nature rituelle pour un anthropofoba. Réalisant des mouvements obsessionnels du même type dans certaines circonstances, le patient croit se protéger.
L’anthropophobie oblige les individus à se méfier de toutes sortes de situations menant à toute interaction avec des personnes. Le type de peur obsédant considéré se manifeste de différentes manières. Certaines personnes ne craignent que les petits enfants, d’autres évitent les interactions avec les personnes âgées. Certains peuvent ne pas être situés près des sujets portant une barbe, des personnes grasses ou chauves. Mais la plupart des anthropophobes ressentent la peur de tous les peuples. En d'autres termes, leur peur n'est pas due au sexe, à la couleur des cheveux, à la catégorie d'âge ou à d'autres facteurs. Ils sont terrifiés par le contact avec n'importe quelle personnalité. Toucher, parler fort, juger ou regarder l'humanophobie provoque une peur panique constante.
En lien avec les manifestations décrites ci-dessus, beaucoup s’intéressent, anthropophobie, à la façon de se battre. Tout d'abord, vous devez comprendre qu'un psychiatre doit faire une "phrase" sur la présence d'une phobie. Depuis les symptômes considérés ne sont pas un signe absolu de la présence d'anthropophobie. D'autres maladies mentales peuvent facilement masquer un trouble phobique. Un diagnostic erroné entraînera un traitement inadéquat pouvant exacerber les symptômes.

## Anthropophobes célèbres
L’écrivain Jules Renard, célèbre pour son humour acide envers le genre humain, mais aussi le comédien Christopher Lee, célèbre pour avoir incarné Dracula dans les années soixante et qui préférait dormir dans un cercueil pour fuir le contact avec ses congénères. On peut citer aussi le philosophe Sébastien-Roch Nicolas de Chamfort (1741-1794), plus connu sous le nom de Chamfort et qui a développé une œuvre faite de beaucoup d’aphorismes cinglants et d’anthropophobie. Howard Phillips Lovecraft était lui aussi anthropophobe. (1)